# Albinizmus

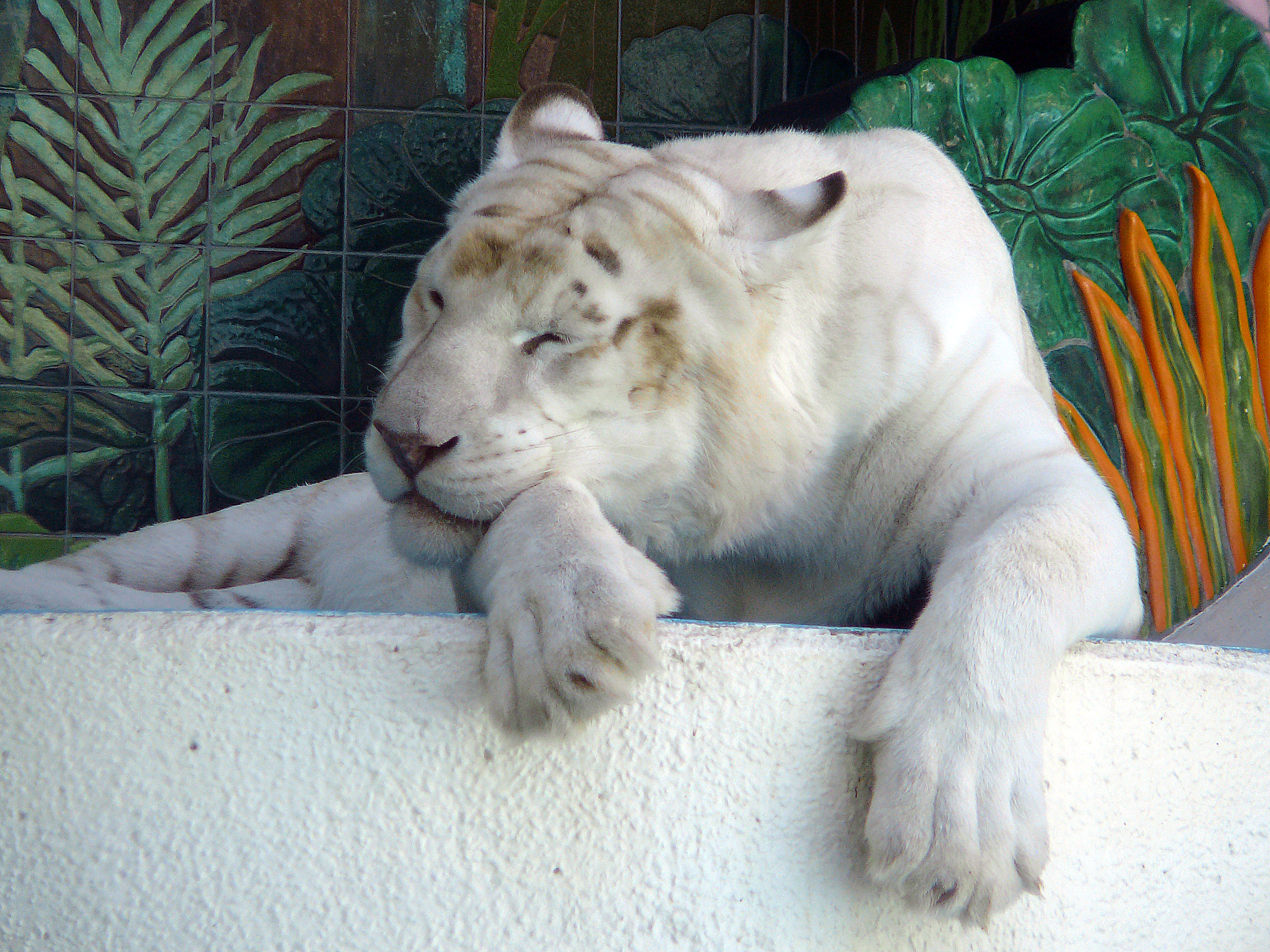
Albínó tigris

Az albinizmus (latin albus: „fehér” szóból) a színanyag képződésének veleszületett zavara, mely csökkent vagy hiányzó pigmentációban nyilvánul meg.
A melanin nevű festékanyag hiánya előfordulhat a bőrben, a szőrzetben és a szemben egyszerre (okulokután albínó) vagy külön-külön. Az albínók bőre tejfehér, hajuk fehér, szemük pedig pirosas. Ez az örökletes rendellenesség minden rassznál megfigyelhető és gyakran jár együtt a szem különböző elváltozásaival (nisztagmus, asztigmatizmus). Bizonyos esetekben az írisz és az ideghártya pigmentációja hiányzik, más esetekben a pigmenthiány csak a bőrben (Vitiligo) és a hajban lép fel. Mindkét forma gyakran a látásélesség csökkenésével jár. Emellett az albínók bőre fényérzékeny.
Az albinizmus jelensége az emlősökön (beleértve az embert is) kívül előfordul halak, madarak, hüllők és kétéltűek egyedeiben is.
Az albinizmus jelenségében érintett egyed megnevezése albínó (főnév és melléknév).

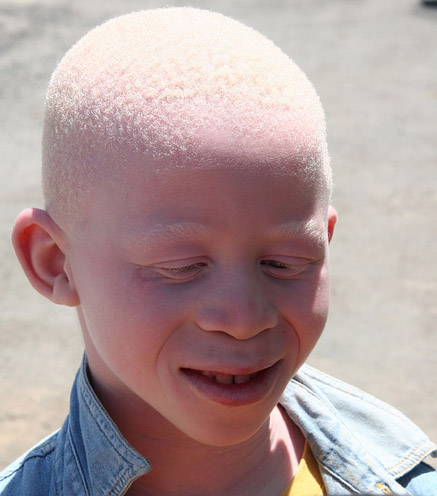
Albínó negrid fiú

## Az ember

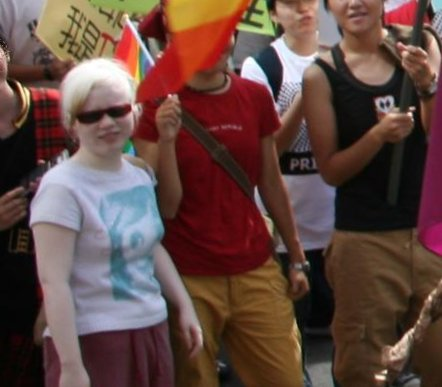
Tajvani albínó lány

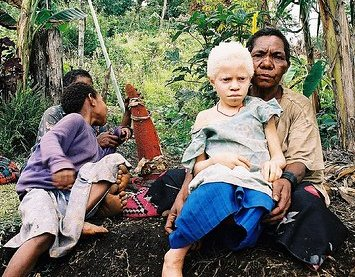
Albínó lány Pápua Új-Guineában

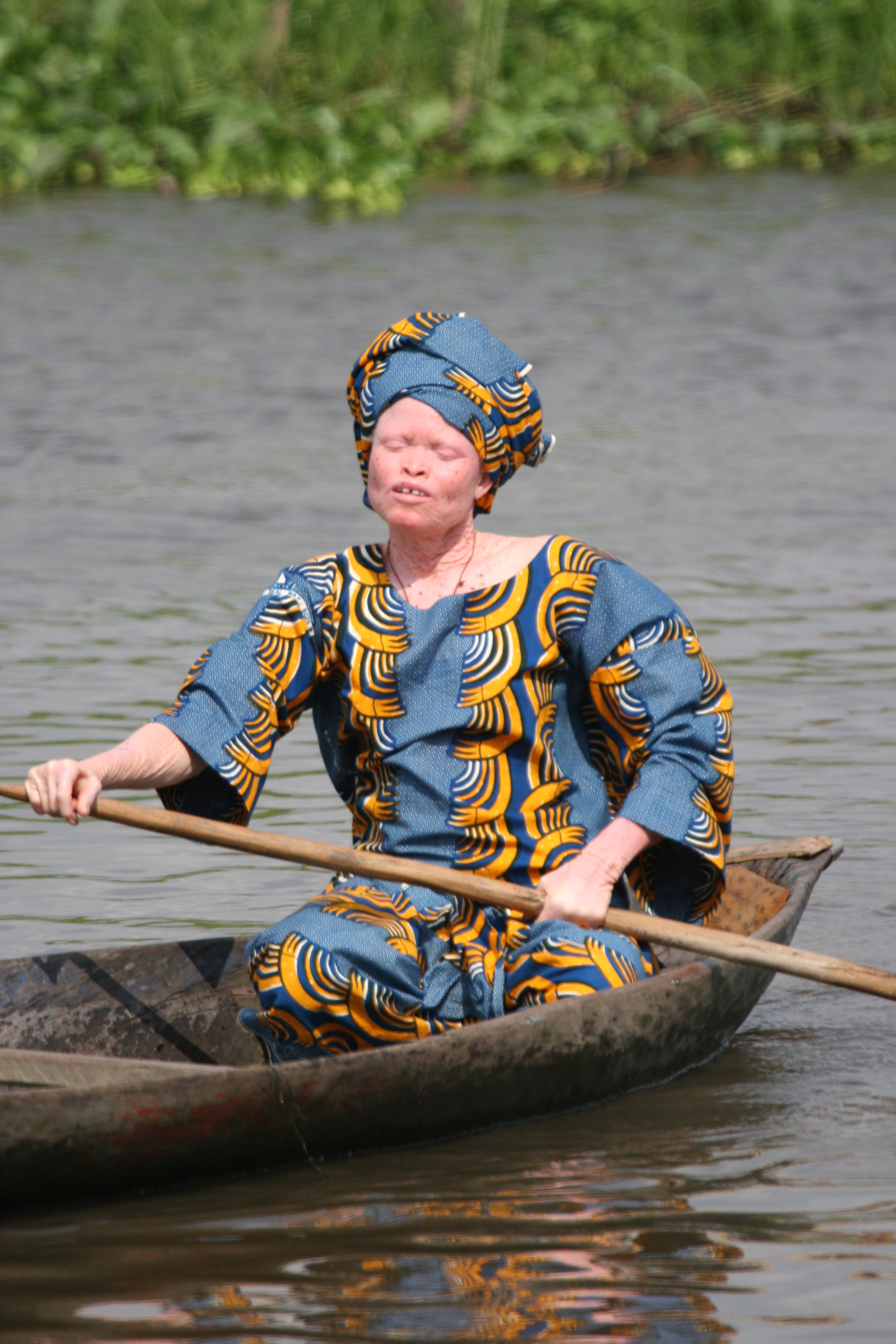
Egyes albínók nem teljesen fehérek, hanem májfoltjaik vannak. Fotó Beninből

Ember esetén a teljes albinizmus nagyon világos bőrhöz, fehér hajhoz és szürke vagy kék szemhez vezet. A nem teljes albinizmus azonban nem egyértelmű, bár lényegesen világosabb a bőrük, mint a többi családtagnak. Egyes néger albínók még mindig kifejezetten barna bőrűek, és világosbarna szeműek. Emellett létezik az albinizmusnak csak a szemet érintő formája (okuláris albinizmus) is, amiben jelen van az albinizmus által okozott látászavar.
A világos bőrű népeknél még a teljes albinizmus sem feltűnő, mivel a nem albínó emberek között is előfordulnak a nagyon világos színek.
Afrika egyes részein, így Burundiban és Tanzániában az albínók élete veszélyben forog, mert a térségben még mindig befolyásos boszorkánydoktorok szerint testrészeik felhasználhatók bizonyos varázsfőzetek elkészítésére.

### A bőr
Az albínók bőre nagyon világos, és fényérzékeny. Könnyen leégnek, és a trópusokon nagyobb náluk a bőrrák kockázata, mint a nem albínóknál. Az europidok bőre részben enyhe albinizmusgéneknek köszönhetően világosodott ki, de nem lettek annyira albínók, hogy az látászavarhoz vezessen.

### A szem és a látás
Teljes albinizmus esetén az ember szemének színe világoskék, szinte rózsaszín, függetlenül öröklött szemszínétől. Ha az albinizmus nem ilyen súlyos, akkor a szemszín lehet kék, zöld, vagy világosbarna.
A szemet, vagy az egész testet érintő albinizmus is egy jól meghatározott tünetegyütteshez vezet. Ennek súlyossága az albinizmus súlyosságától függ. A színlátás normális, mert az albinizmus nem érinti a rodopszintermelést.

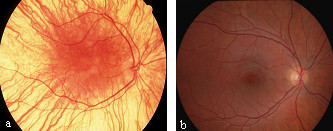
Teljesen albínó (a) és nem albínó szem (b) szemfeneke

Ha a szervezet csak nagyon kevés melanint termel, vagy semennyit sem, akkor a szivárványhártya egy bizonyos mértékben átlátszóvá válik. Kevésbé súlyos esetekben ez a szivárványhártya egy részére korlátozódik. A nagy fokban albínó embereknél tipikus a megnőtt fényérzékenység; könnyen elkápráztathatók.

#### Látásélesség
Mivel a sárgafolt, az éleslátás helyének fejlődésében fontos szerepet kap a melanin, a súlyosan albínók sárgafoltja kisebb, vagy hiányzik.
A látás élessége az anatómiai helyzettől és a szemtekerezgéstől függ. Teljes albinizmus esetén a látás élessége ritkán haladja meg a 0,1-et, ami a vakság határa.
A kevésbé súlyos esetekben a látás élessége 0,5 lehet, amivel lehet kerékpározni, de a legtöbb országban nem kaphat jogosítványt. A hiányzó pigmentek miatt a sötét és a világos kontraszt közötti különbség csökkent. Az albínók több méteres távolságból nem ismerik fel az arcokat; ehelyett az embereket mozgásuk és ruházatuk alapján azonosítják. A látászavar még ugyanazon a típuson belül is erősen változó.
A szemlencse kevésbé alkalmazkodóképes, mint a nem albínó emberekben, ezért sok albínó rövid- vagy távollátó.

#### A térlátás zavara
A melanin a látóidegek fejlődésében is fontos szerephez jut. Az ép és egészséges szervezetben a látóterület mindkét féltekében ugyanakkora, és mindkettő a saját oldalának megfelelő részt kapja mindkét szemből. A két kép összevetéséből mindkét agyfélteke kiszámítja a tárgyak távolságát, és térbeli helyzetét. Az albínóknál a látóidegek a szokottnál nagyobb mértékben kereszteződnek át, így az összetartozó képeket nem mindig ugyanaz az oldal dolgozza fel.
Emellett még rendszerint fennáll egy kisebb-nagyobb mértékű szemtekerezgés is, és a kancsalság is gyakori. A 37 vizsgált személy mindegyikének volt szemtekerezgése, és négy kivételével mindegyik kancsal volt. Mindezek miatt a térlátással is gondjaik vannak.

### Kezelése
Az albinizmus nem érinti az ember szellemi-lelki fejlődését. A bőr megfelelő védelmével, különböző segédeszközöket, színes szemüvegeket és kontaktlencséket használva normális életet élhetnek.

## A társadalomban

### Diszkrimináció

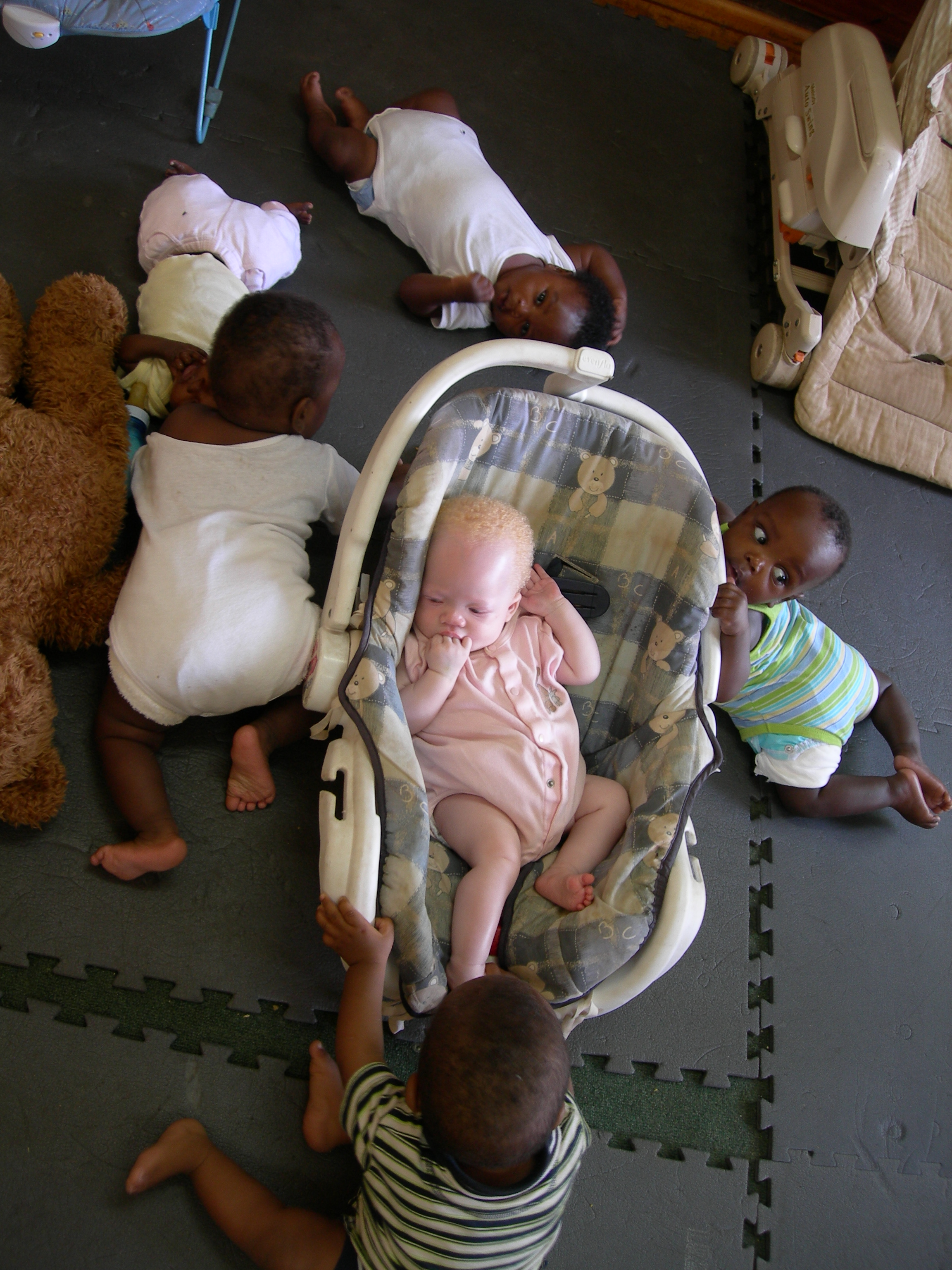
Gyerekek egy lilongwei árvaházban (Malawi, Délkelet-Afrika). Az albínó gyerek anyja szülés közben meghalt; az apja elhagyta, és a gyereket elátkozottnak vélik.

Ahogy más, a csoportnormától eltérő embereknél, az albínóknál is megnő a kiközösítés és a diszkrimináció esélye. A világos bőrű népeknél a különbség alig, vagy semennyire sem látható, de sötét bőrű népeknél szembeötlő, ezért a kiközösítés és a gyilkosságig is elmenő diszkrimináció gyakoribb.
Afrikában az albínókról különféle babonák szólnak, így hozhatnak szerencsét, vagy szerencsétlenséget. Szudánban és Maliban balszerencsét jelent albínóval találkozni; lásd Salif Keïta életrajzában. Tanzániában szerencsét hoznak, ezért gyakran megölik őket, hogy testrészeikből gazdagságot hozó talizmánt készítsenek. Zimbabwéban az a téves hiedelem járja, hogy a HIV-ből meg lehet gyógyulni albínóval történő közösülés által, ezért albínó nőket erőszakoltak meg.

### A művészetben

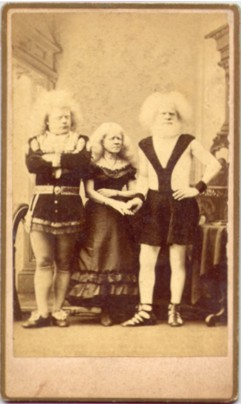
Rudolph Lucasie családjával

A filmek, könyvek és számítógépes játékok gyakran gonosznak ábrázolják az albínókat. Ilyen például Silas, a gyilkos szerzetes a Da Vinci kódban. A Powder filmben a főszereplő különleges, általa istenadottnak vélt képességekkel bír, de harcolnia kell a társadalmi befogadás érdekében.
Az albínók gyakran léptek fel cirkuszokban látványosságként, vagy voltak a cirkusz fizetett alkalmazottai. Ez egyrészt megélhetést biztosított számukra, másrészt viszont tévhiteket terjesztett. Rudolph Lucasie három évig szerepelt családjával az ő American Museum on Broadwayukban. Itt az a hír terjedt el róluk, hogy nyitott szemmel alszanak.
A zenészeknél a normától eltérő megjelenés hozzájárulhat a sikerhez, anélkül, hogy direkt beszélnének róla. Ismert albínó énekesek: Edgar és Johnny Winter, Yellowman és Salif Keïta.[forrás?]

## Molekuláris genetikai háttér
Habár már korán leírták a különbségeket az egyes albínók közötti kinézetben, sokáig azt feltételezték, hogy mindezek egyetlen génre vezethetők vissza. Trevor-Roper 1952-ben leírt egy családot, ahol a szülők albínók voltak, de a gyerekek nem; ezzel megcáfolta az egyetlen albínógén hipotézisét. A szülők két különböző albínógénre voltak homozigóták, ami azt eredményezte, hogy a gyerekek mindkét génre heterozigóták voltak, ami normál pigmentáltságot eredményezett.
Először az albínókat külső megjelenésük alapján osztályozták. Később felismerték, hogy egyes eseteken jelen van a tirozináz, máskor hiányzik. A tirozináz az egyik melanintermeléshez szükséges enzim. Végül az egyes gének felfedezésével lehetővé vált a teljes molekuláris genetikai osztályozás. Megállapították, hogy a különböző fenotípusokat nem mindig különböző gének okozhatják, hanem egy gén különböző alléljai hatására is létrejöhetnek. A kinézetből nem lehet közvetlenül az azért felelős mutációra következtetni.
Négyféle okulokután, vagyis a szemet és a bőrt egyaránt érintő albinizmust írtak le:
- 1-es típusú okulokután albinizmus
- 2-es típusú okulokután albinizmus
- 3-as típusú okulokután albinizmus
- 4-es típusú okulokután albinizmus

Az egereknél több mint száz, a bőr- és szőrszínt meghatározó gén ismert. Ezért feltehetően az emberben is sok olyan gén van, ami a pigmentáltságot befolyásolja.
Mindezek mellett még öt albinizmushoz kapcsolódó szindróma ismert (Prader-Willi-szindróma, Angelman-szindróma, Hermansky–Pudlak-szindróma, a Griscelli-szindróma, és a Chediak–Higashi-szindróma).

## Emlősök

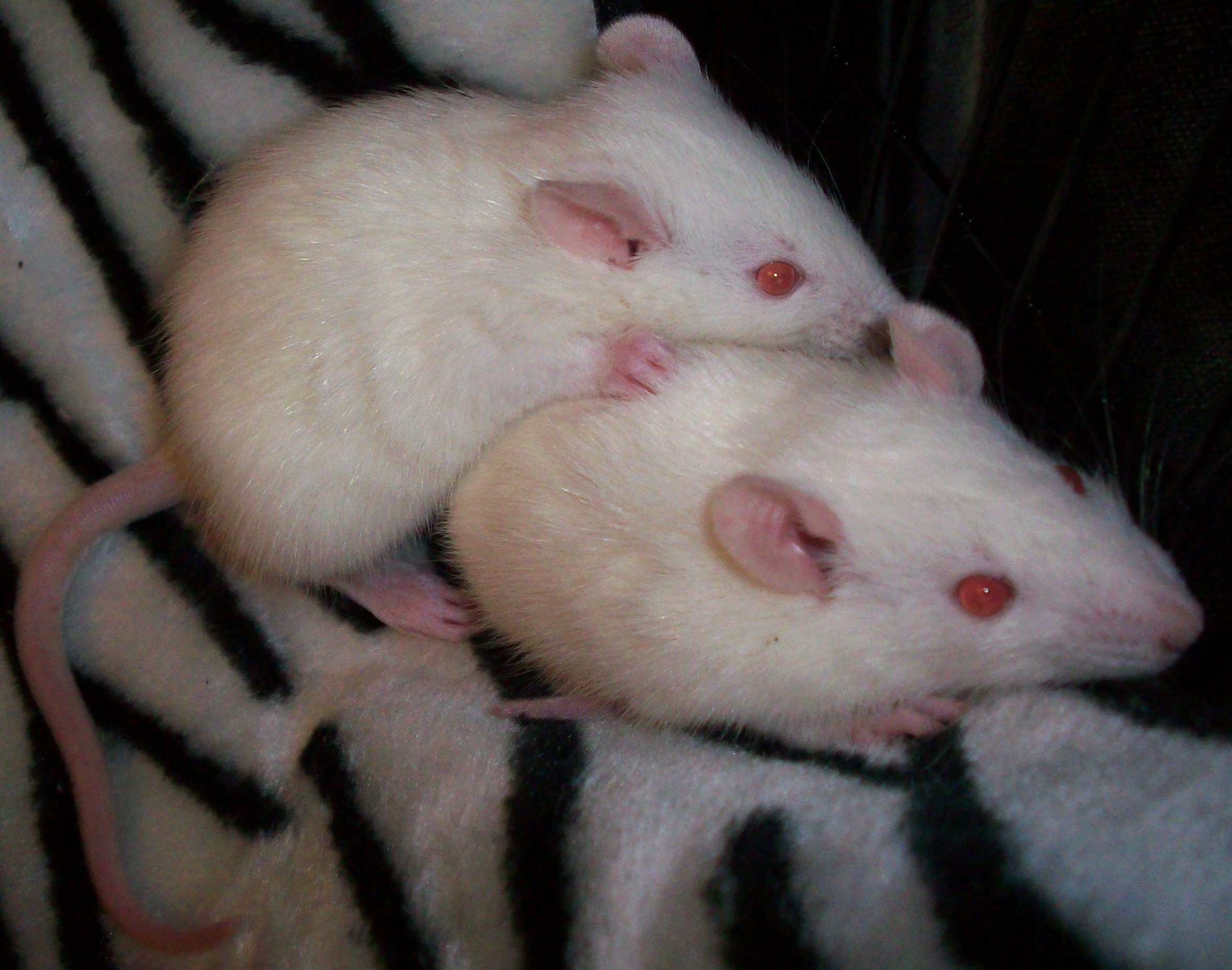
Albínó patkányok

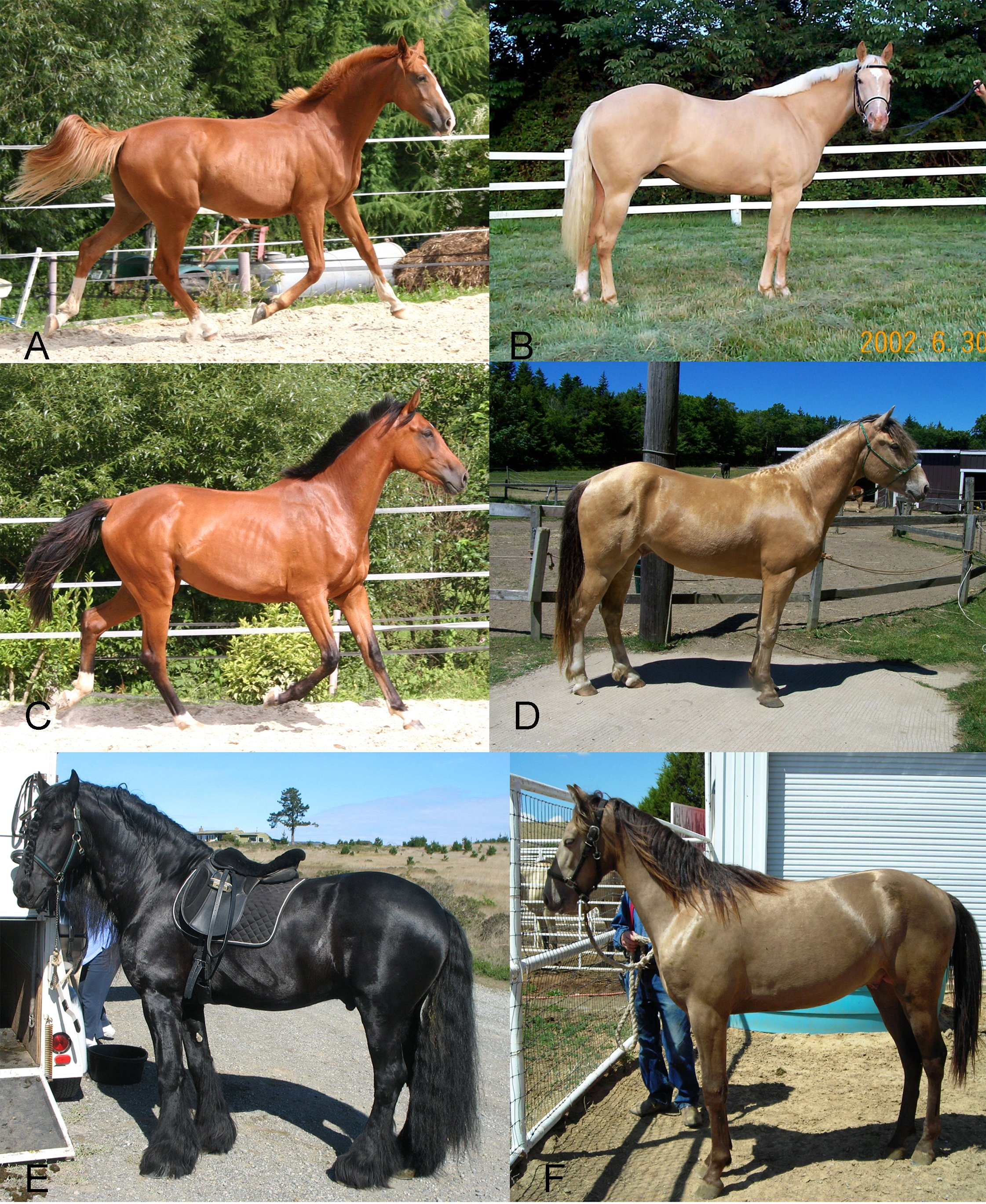

A többi emlősfajnál ugyanazok az albinizmus okai, mint az embernél, bár az egyes fajokban külön-külön jelentek meg ezek a mutációk. Az érintett gének bár hasonlítanak, nem mindig ugyanazok az egyes fajokban.
Az orvostudomány és a zoológia szóhasználata különböző: míg az embernél minden festékanyaghiányt albinizmusnak hívnak, addig az állatoknál csak az OCA1 tirozinázhiányos egyedeket tekintik albínóknak. Ettől a szőr fehér, a bőr rózsaszín, és a szem piros lesz. A többi mutációt máshogy nevezik, ami félrevezető lehet.
- 1-es típusú okulokután albinizmus megfelel az állatoknál az albínó-lókusznak[13]
- 2-es típusú okulokután albinizmus megfelel a rózsaszín szem sorozatnak (pink eye dilution P)[13]
- 3-as típusú okulokután albinizmus az állatokban a Braun-lókusz (B)[13]
- 4-es típusú okulokután albinizmus: az állatoknál nincs egységes neve; lovaknál Cream-gén[15]
- 1-es típusú okuláris albinizmus

Létezhetnek további gének, amik szintén albinizmushoz vezethetnek.
A Chédiak-Higashi-szindrómát (CHS) és a Hermansky-Pudlak-szindrómát (HPS), vagy a hozzájuk hasonló betegségeket kimutatták több fajnál is, így az egereknél, a perzsamacskában, a szarvasmarhában, a disznóban, a patkányokban, a rókánál, és az orkánál.
Az érintett állatok ezüstszürkék, a neutrofil granulociták száma ciklikusan változó, ugyanígy a vörös vértesteké és a vérlemezkéké is. Ez vérzékenységhez és gyenge immunrendszerhez vezet. A legtöbb beteg állat már kölyökkorában elhal.
Több különböző gént hígítógénnek neveznek, amik elhalványítják az állat színét:
- A Myosin 5a-gén a szőrzet kivilágosodásához és a Griscelly-szindrómához hasonló betegségekhez vezet.
- Az MLPH gén a Myosin 5a-génhez hasonlóan festékszemcsék szállításáért felelős. Kivilágosítja a szőrzetet, és némely mutációja szőrhullást is okoz.
- Az SLC36A1 gén (Solute Carrier 36 family A1), más néven PAT1 (proton/amino acid transporter 1), amit LYAAT1 (lysosomal amino acid transporter 1) néven is emlegetnek, a lovaknál a Champagne színt okozza. Ugyanahhoz a géncsaládhoz tartozik, mint a MATP, SLC45A2-nek is neveznek.[16]
- Az SLC45A5 mutációja felelős az arany színért az egereknél.[16]
- Az ezüst-lókusz is érinti a festékszintézist. Hatására elhalnak a festéksejtek; emellett süketség is kialakul, és a szem fejlődése is zavarokat szenved.

## Madarak

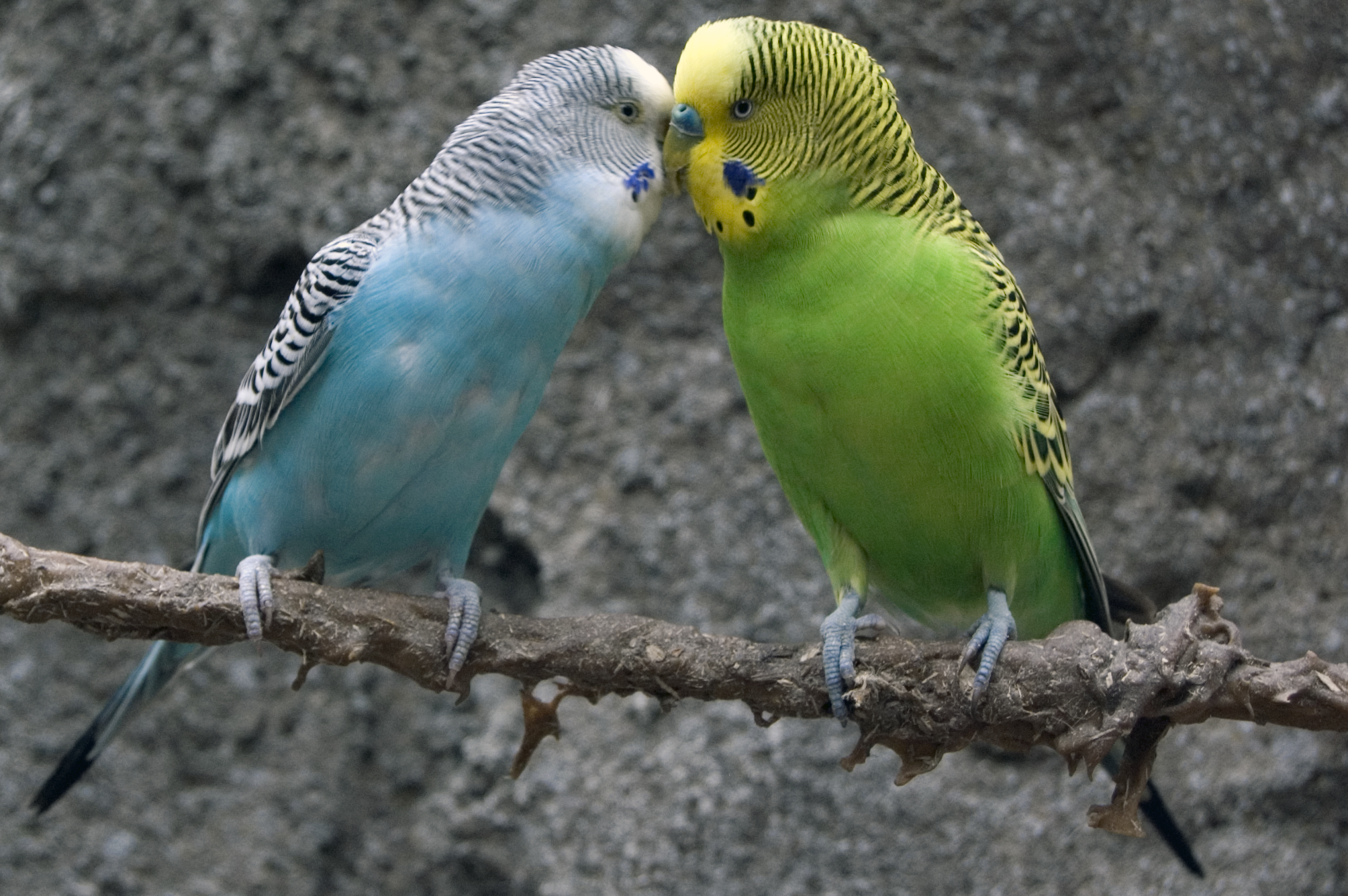
Hullámos papagáj: Zöld: vad szín, a zöld a tollszerkezetéből adódik a melanin és a karotinoidok hozzájárulásával; kék: axanthizmus, a karotinok hiányoznak a tollazatból

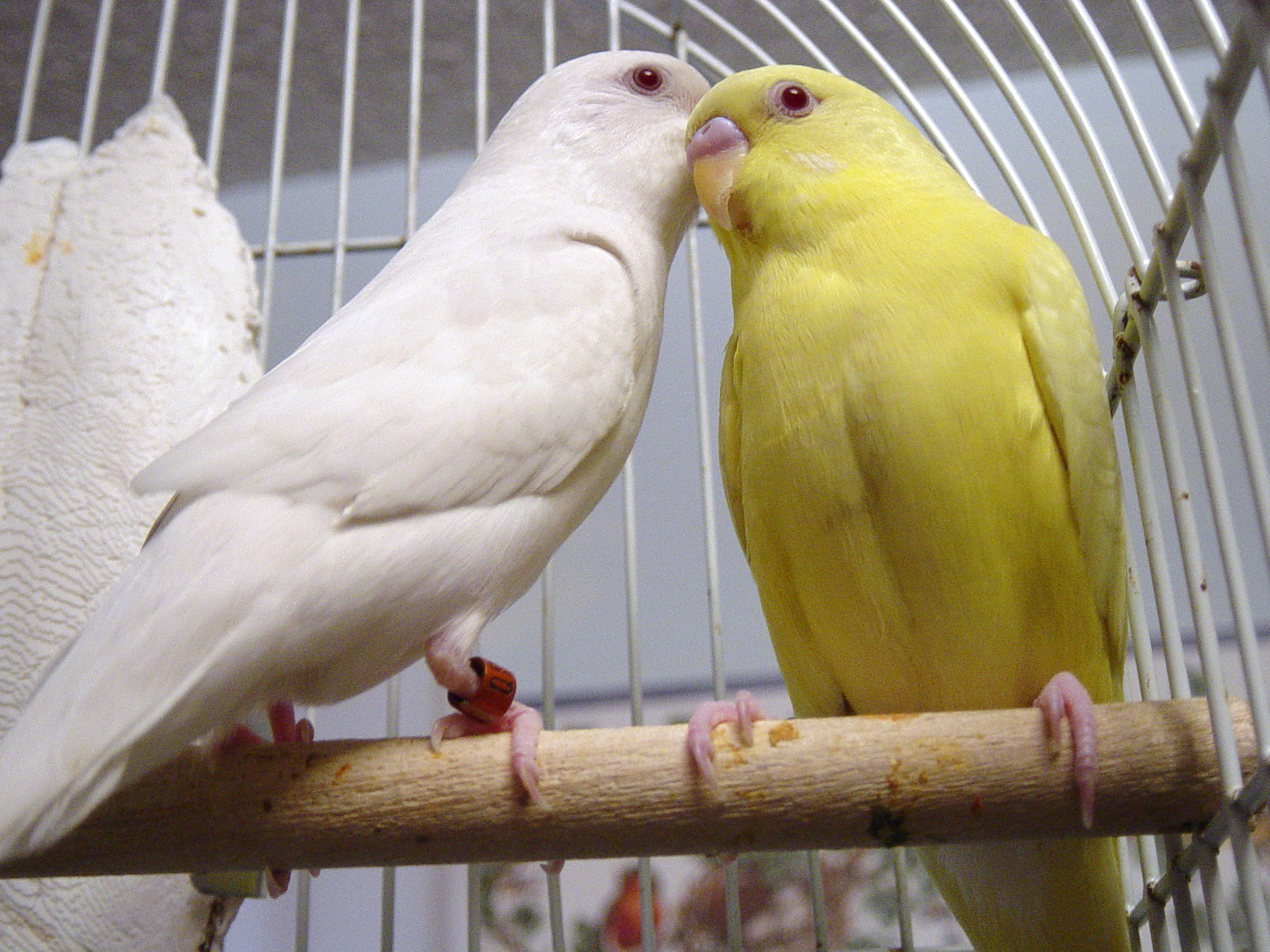
Hullámos papagáj: Sárga: melaninhiányos madár; fehér: teljesen albínó, a karotin és a melanin is hiányzik

A madarak színezetét nemcsak a melanin alakítja ki. Hozzájárulnak még a karotinoidok, és a toll szerkezete is.
A madaraknál a fekete és a barna színek ugyanúgy a melanin hatására jönnek létre, mint az emlősökben, így a madarak a fent említett gének hatására ugyanúgy kifehérednek, vagy elhalványodik a színük, mint az emlősöknél.
A madarak szervezete a karotinoidokat a táplálékkal együtt veszi fel. A karotinoidok alakítják ki a piros, a narancssárga és a sárga színeket. A karotinoidok nagy szerepet játszanak egyes madarak szépségének biztosításában. Ilyen például a sárga billegető, a fitiszfüzike, a kékcinke, a széncinege és a sárgarigó. Ellenben a vörösbegy mellényének vörös színét a phaeomelaninnak köszönheti. Ha a táplálék karotinoidokban szegény, akkor a következő vedléskor ezek a testtájak kifehérednek. A karotinoidszállítás zavarai ritkák.
A kék és a zöld színeket rendszerint a festéktestek struktútája hozza létre. Ezek lehetnek például rudak, lapok, vagy csövek. A rétegek vastagsága és elrendezése szelektíven felerősíti a kék vagy a zöld fényt (lásd interferencia rácson). Ha a melanin hiányzik, akkor is szelektíven erősíti fel a struktúra a fényt; így a madár fehérnek hat, csak egy kicsit irizál ott, ahol kék vagy zöld lenne.

## Halak, kétéltűek, hüllők

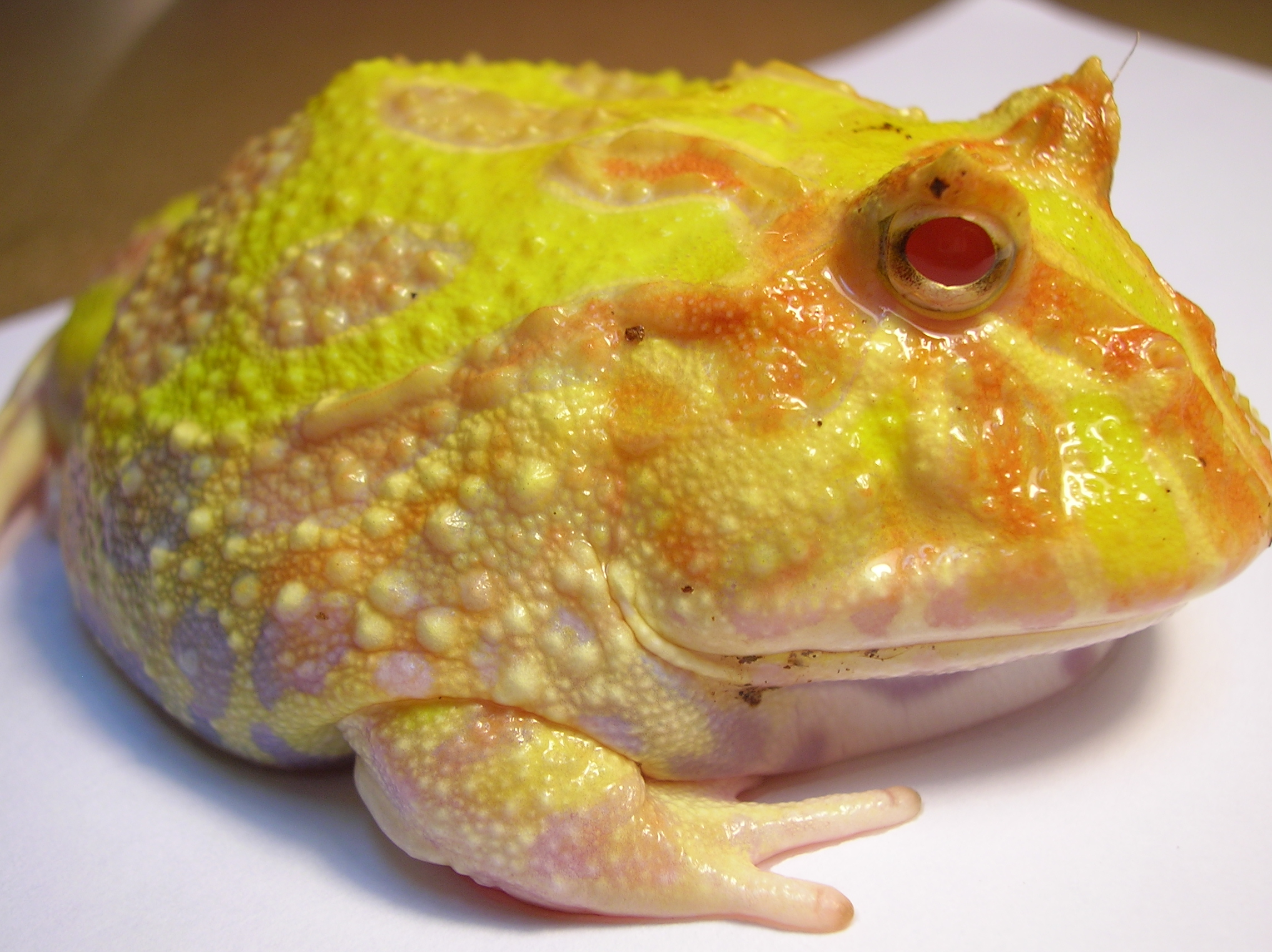
Melaninhiányos díszes szarvasbéka

A halak, kétéltűek, hüllők szervezete háromféle festéksejtet (kromatophorát) tartalmaz: a melanophorákat, a xanthophorákat és az iridophorákat, amik rokon típusok. Ezek a sejttípusok határozzák meg ezen állatok bőrének és pikkelyeinek színét.
Rokonságuk miatt egyes mutációk mindhármukat érinthetik. Más mutációk csak a melanophorákat és a xanthophorákat, megint mások a xanthophorákat és az iridophorákat érik. Ezen kívül léteznek még azok a mutációk is, amik csak az egyik típust befolyásolják.

### Amelaninizmus
A melanophorák megfelelnek a madarak és az emlősök festéksejtjeinek. Melaninból álló festéktesteket, melanoszómákat tartalmaznak, amikben a melanin többnyire eumelanin. A melaninképzés zavarait amelaninizmusnak nevezik. Néha albinizmusként hivatkoznak rá, bár az albinizmus fogalma tágabb. Mivel a melaninképzés hasonlóan megy végbe az egész állatvilágban, azért ugyanazok a gének okozzák a halakban, a kétéltűekben és a hüllőkben az amelaninizmust, mint amik az emlősökben az albinizmust.

### Az iridophorák festékanyagának hiánya
Az iridophorák struktúrákba szerveződött kristályos purint tartalmaznak, amik visszaverődéssel kék, zöld színt, vagy különböző fényhatásokat, például irizálást, halaknál ezüst csillogást, vagy fémes fényt hoznak létre. A purint „reflecting platelets” képzi.

### Axanthizmus
A xanthophorák festékanyagai a pteridin, a flavin és a táplálékkal felvett karotinoidok. Ezek a festékanyagok a pteridinoszómákban helyezkednek el. Ha ezek a festékanyagok kiesnek, akkor csak az a szín marad meg, amit a melanin ad. Ez az állapot az axanthizmus.

### Példák

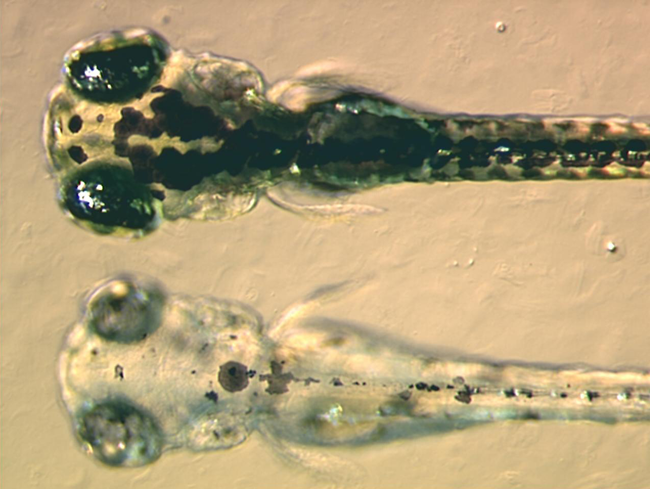
Zebradánió lárvák, fent: vadszínű, lent: „bleached blond” mutáns

A zebradánió „sandy” mutációja által érintett egyedei nem tudnak melanint termelni. Lárvakorban ezek az egyedek vakok, habár szemük a melanin hiányától eltekintve normálisan fejlődött. A kifejlett halak már látnak valamennyire, de nem jól, és fényérzékenyek. A „golden”, „albino”, „brass” és „mustard” mutációk különböző mértékű albinizmust okoznak, a lárvák azonban nem vakok.
Mivel a látóidegek a halaknál mind átkereszteződnek, az átkereszteződést nem befolyásolja a melanin hiánya.

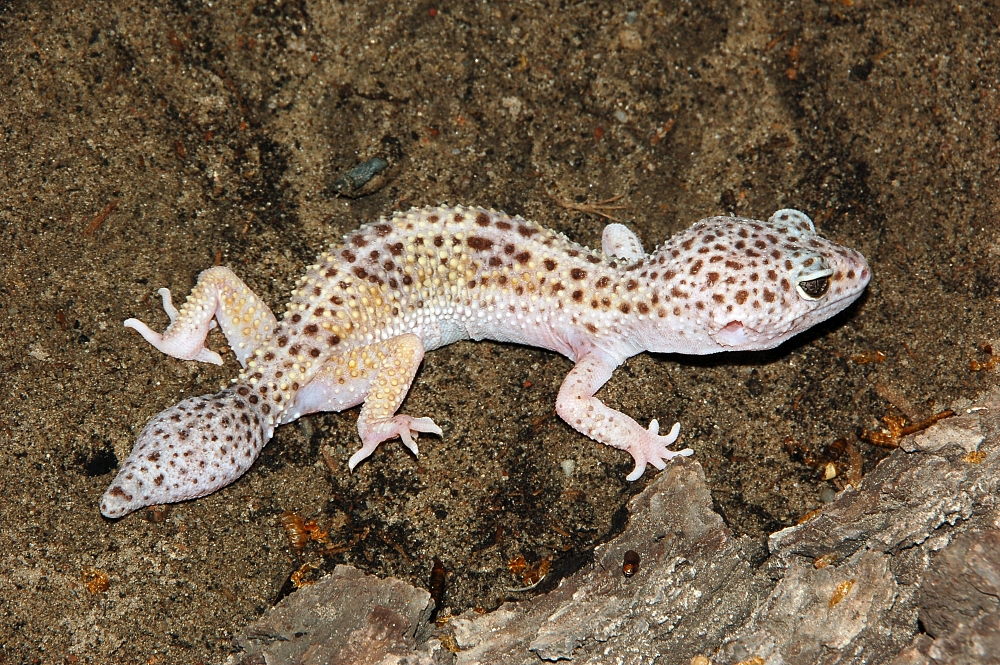
Melaninhiányos leopárdgekkó

A leopárdgekkónak három különböző mutációja van. Angol nevükön „tremper albino” , „rainwater albino” és „bell albino”. Ha a különböző típusú albínó állatokat pároztatják, akkor normál színezetű utódokat kapnak.

### Kapcsolódó szindrómák
A zebradánió „bleached blond” mutációja az ATP szintézis egy enzimének egy fontos régióját érinti. Az érintett egyedek embrió korukban normálisnak néznek ki. A legtöbb lárvában azonban nem fejlődik ki az úszóhólyag, és csak néhány napig élnek.

## Ízeltlábúak
A melanin sok ízeltlábú színének kialakításában is részt vesz. További szerepei a kitinpáncél megkeményítése, és a különböző mikroorganizmusok elleni nem specifikus immunválasz biztosítása. A melaninképzés minden zavara az állat halálához vezet, ezért az ízeltlábúak szervezete nagyon pontosan szabályozza a melanintermelést.

### A rovarok szemszínei
A rovarok szemszínét az ommatokhromák és a pteridinek alakítják ki. Az ommatokhromák közé tartozik a xanthommatin, az ommin és az ommidin. Egyes csoportoknál ezek a színanyagok több más funkcióra is szert tettek, mint a külső páncél színezése és a triptofán kiválasztása. A lepkeszárnyak színezésében az ommatokhrominok szerepe a tarkalepkefélék családjában végbement mutációknak köszönhető.
A rovarszemekben különböző ptreidinek vesznek részt a szem színének kialakításában. Az ecetmuslica esetében például ezek az izoxanthopterin, a pterin, biopterin, szépiapterin és a drosopterin. Bioszintézisük a guanozintrifoszfát dihidroneopterinné alakításával kezdődik, majd innen szétválnak a szintézisutak az egyes pteridinek felé. Sok különböző mutáció befolyásolja a rovarok szemszínét, amik ezeket a szintéziseket gátolják, vagy az előanyagok szállítását akadályozzák.

### Az ecetmuslica szemszíne
Az ecetmuslica white, brown és scarlet génjei ABC-transzportereket kódolnak. A white és a brown gének együtt létrehoznak egy fehérjét, ami guanint transzportál. A white és a scarlet gének triptofántranszportert hoznak létre.
A white génnek öt olyan allélja ismert, ami kivilágosítja a szemet. Kettő (a w(crr) (H298N) és a w(101) (G243S)) egyaránt csökkenti a piros (pteridin) és a barna (xanthommatin) színanyag mennyiségét, mivel mindkét transzportert ugyanúgy érintik. A w(Et87) allél csak egy kicsit világosítja ki a szemet. A maradék két mutáció (w(cf) (G589E) és w(sat) (F590G)) csak a guanintranszportert érinti, így a piros színanyag mennyisége csökken.
A scarlet gén a termelt xanthommatin mennyiségét szabályozza. A mutációk egy része hőmérséklettől függővé teszi a színanyagtermelést. Az emlősökben ilyen a colorpoint mutáció.

## Szociális következmények állatoknál

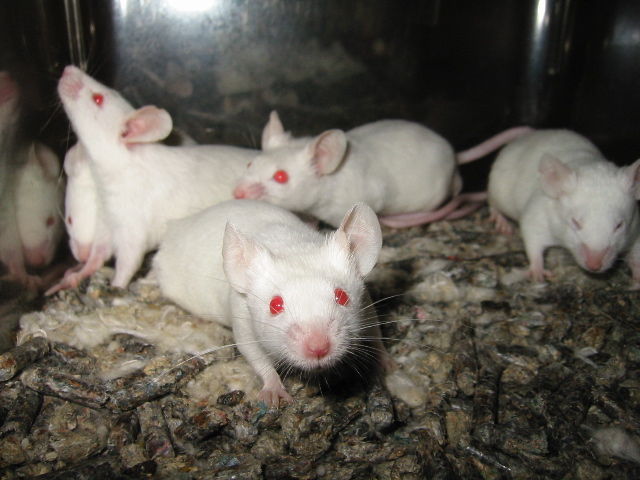
Albínó laboregerek

Ahogy az emberek, úgy az állatok is kiközösítik azt a fajtársukat, aki a megszokottól eltérően néz ki, vagy viselkedik.
Az albinizmussal és a leucizmussal együtt jár az állat szelídebbé válása, és az, hogy könnyebben alakítanak ki kapcsolatot az emberrel. Ezért a háziállatoknál mindkettő előnnyé válik. Az állat kifehéredése és szelídülése közötti kapcsolatot az adrenalin és a dopakhinon dopaminból kiinduló közös szintézisútja magyarázza meg. Az albínó egerek gyakrabban és megbízhatóbban viszik vissza kölykeiket a fészekbe.
Az albínó állatok gyakran közönségkedvencekké lesznek az állatkertekben. Az állatkísérletekben gyakran használnak albínókat, mert így jobban láthatók az egyes kísérleti eredmények.

## Szelekció

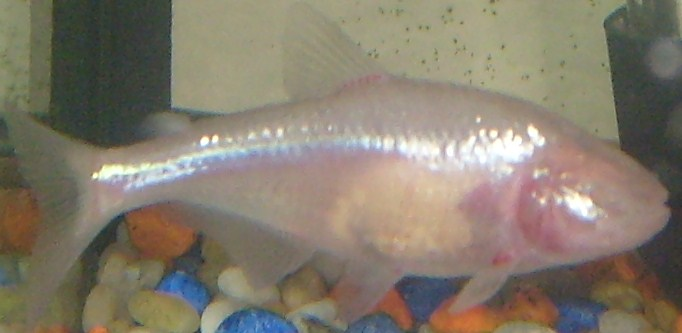
Vak mexikói lazac; nem önálló faj, hanem egy barlangi változat

A természetben az albinizmus hátrányt jelent, mivel megfosztja az állatot természetes védőszínétől, fényérzékenységet okoz, és rontja a látást.
Ellenben a háziállatoknak nincs szükségük védőszínezetre, hiszen gazdájuk védi és eteti őket.
Szintén nincs szükségük álcázószínre az egész életüket barlangban leélő állatoknak, mivel nincs fény. Nem lehet látni, ezért a látászavarok sem jelentenek hátrányt. Ilyen állat a mexikói barlangi vaklazac (astyanax mexicanus). Több, mint hatvan halfajnak ismert barlangi vak formája.

## Xanthizmus, albinizmus és leucizmus

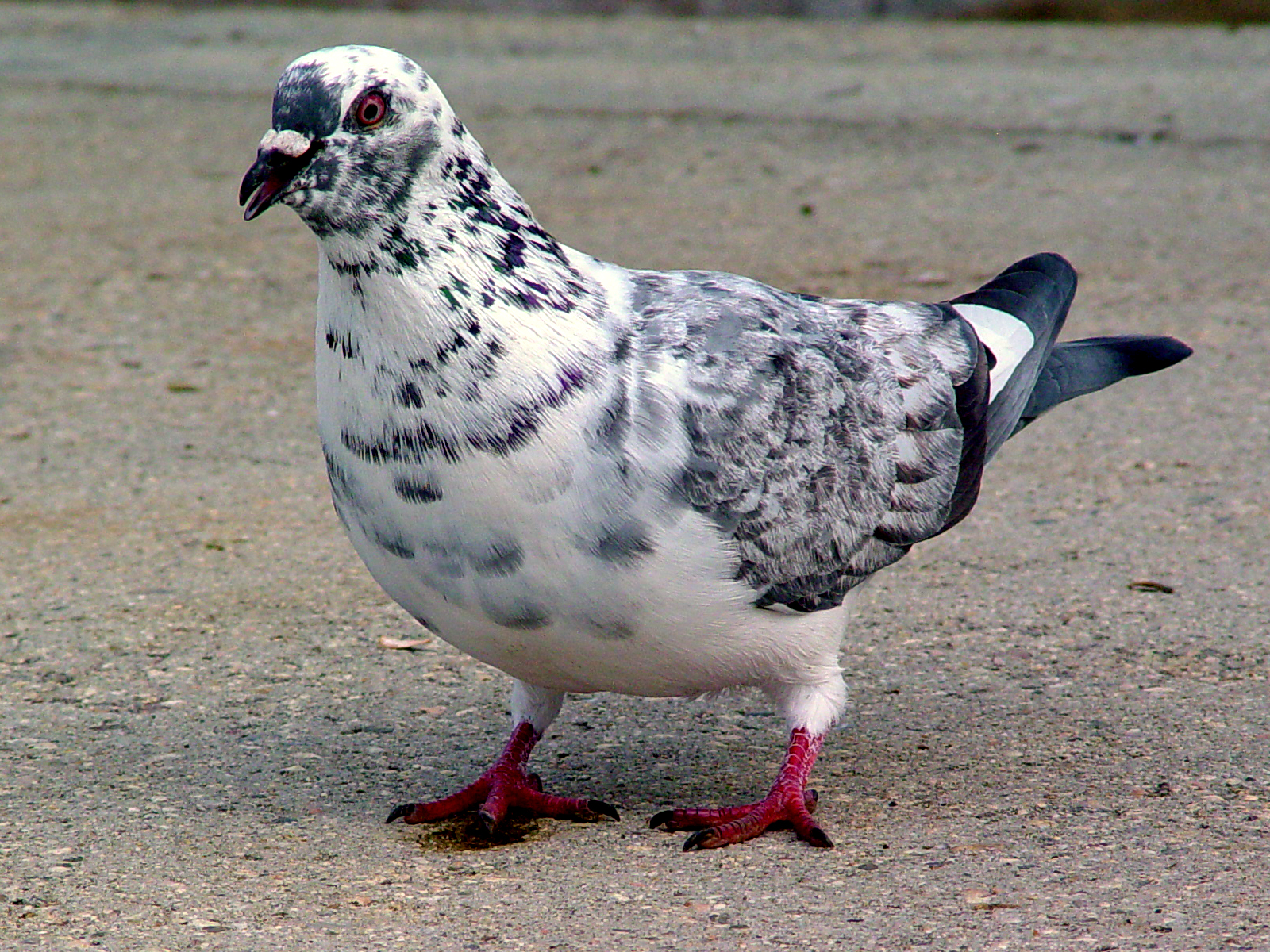
A leucisztikus madarakat gyakran helytelenül részlegesen albínónak nevezik.

Gyakran összetévesztik ezeket a fogalmakat:
- Xanthizmus: sárga és narancssárga állatok. A faj vad színe szerint a bőrből hiányozhat a melanin, vagy a puridin, vagy mindkettő. Megfelel az ember 3-as típusú okulokután albinizmusának.

Az albinizmusnak három jelentése van:
- Amelaninizmus: csak a melanin hiányzik[12][28]
- Az összes színanyag hiánya[17]
- Felhígult szín a különböző színanyagok hiánya miatt. Ezek lehetnek: melanin, pteridin, karotin, purin vagy ommatokhróm.[12][28]

Mindenesetre az emlősöknél nincs ilyen többértelműség, mert az emlősökben nincs más színanyag a melaninon kívül.
- Részleges albinizmus: fehér foltos állatokra tévesen használt kifejezés. Emögött egy másik jelenség, a leucizmus áll.[17][41][42]